# 原臺南州立農事試驗場辦公廳舍
原臺南州立農事試驗場辦公廳舍，為日治時期臺南州從事農業相關的研究與試驗的機構的農事試驗場辦公廳舍，1923年設立於臺南市竹篙厝。臺南州立農事試驗場在二次戰後作為臺南區農業改良場，直至2003年遷至新化。臺南州立農事試驗場的農場土地皆已開發，其辦公廳舍與宿舍群皆於2004年登錄為臺南市市定古蹟。辦公廳舍在農場土地重劃後位於耘非凡社區內。

## 介紹
農事試驗場的設立適逢日本在臺推「工業日本、農業臺灣」政策，在臺灣各州廳設有農事試驗場。本廳舍與其對面之原臺南州立農事試驗場宿舍群同屬臺南州立農事試驗場，底下設有農藝部、育種部、農藝化學部、畜產部、病理昆蟲部及庶務部，以及辦公室、農藝化學實驗室、病理昆蟲研究室、作業室、網室、倉庫、宿舍、牧夫舍、牛舍、雞舍、綿羊及山羊舍、育雛舍、堆肥舍、飼料倉庫、及飼料調理室。

## 沿革
臺南縣農事試驗場
臺南州立農事試驗場可追溯至1900年成立的臺南縣農事試驗場。
總督府臺南農事試驗場
1902年8月，臺灣總督府在臺灣府城小南門外設立臺南農事試驗場。1903年11月，臺中與臺南農事試驗場廢止，小南門外的土地轉交給臨時臺灣糖務局與臺南廳，同年12月，民政部殖產局在原臺南農事試驗場設置臺南樹苗育成場，至1905年4月廢止。
臺南廳/州農會農場

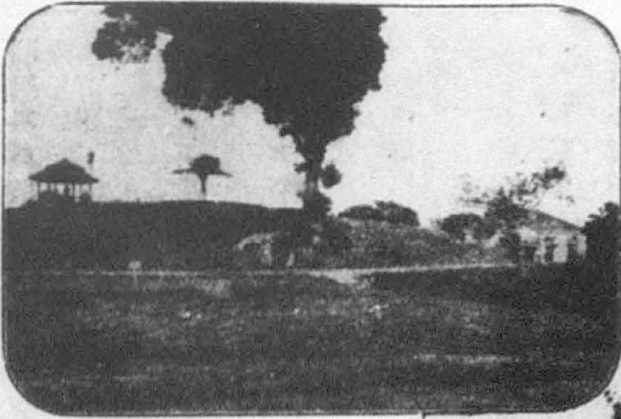
臺南廳農會農園

1908年3月，臺南廳將大年、安平、噍吧哖、關帝廟、灣裡、大目降農業組合合併，設立臺南廳農會。1909年10月，因地方行政區劃改制，臺南廳農會合併鳳山廳農會和鹽水港廳農會的一部分；嘉義廳農會則是於1904年4月成立，1909年10月合併斗六廳農會和鹽水港廳農會的一部分。1911年1月，臺南廳農會在臺南市柱仔行街附近（今 臺南女中）設立農園。1920年9月，臺灣行政區劃改制為五州三廳，嘉義廳和臺南廳合併為臺南州，兩者所屬農會也合併為臺南州農會。1923年3月，臺南州畜牛保險組合解散，其畜產業務轉由臺南州農會負責。
臺南州立農事試驗場
1923年6月，臺南州農會農場改制為「臺南州立農事試驗場」，設置於臺南市竹篙厝，臺南州立種畜場也位於其隔壁，並在嘉義市車店設有農事試驗場嘉義支場，位於嘉義農林學校北側。臺南本場的土地原為竹篙厝陸軍射擊場，而射擊場於1907年遷至三分子。臺南本場下設有農藝、農藝化學、病理昆蟲和庶務部，嘉義支場位主要負責育種事業。1942年，臺南州立農事試驗場增設位於朴子街雙溪口的甘藷試驗支場，專辦甘藷與落花生改良，現為台南區農業改良場朴子分場。

## 改良品種
- 黃麻臺南1號
- 黃麻臺南2號
- 甘藷臺南1號
- 甘藷臺南2號
- 稉稻嘉南1號
- 稉稻嘉南2號
- 小麥臺南1號
- 落花生臺南1號
- 落花生臺南2號[10]

## 辦公廳舍建築
此建築為三棟坐東朝西的獨棟建築，以南側的廊道相連。建築外觀接左右對稱，置中設對開圓拱門，直上方出挑有雨庇。辦公廳舍在臺南農改場遷至臺南新化後便閒置，且在2006年曾發生火警，致使建築受損。

## 附近
- 原臺南州立農事試驗場宿舍群
- 臺灣府城巽方砲臺
- 大東夜市